# Arnulf av Bayern
Arnulf av Bayern, död 937, var regerande hertig av Bayern från 907 till 937. 